# Jan Hein Donner
Johannes Hendrikus (Hein) Donner (La Haya, 6 de julio de 1927-Ámsterdam, 27 de noviembre de 1988) fue un gran maestro y escritor de ajedrez neerlandés. JH Donner era su nombre de autor. Fue tres veces campeón de ajedrez neerlandés. En 1987 recibió el premio Henriette Roland Holst.

## Vida

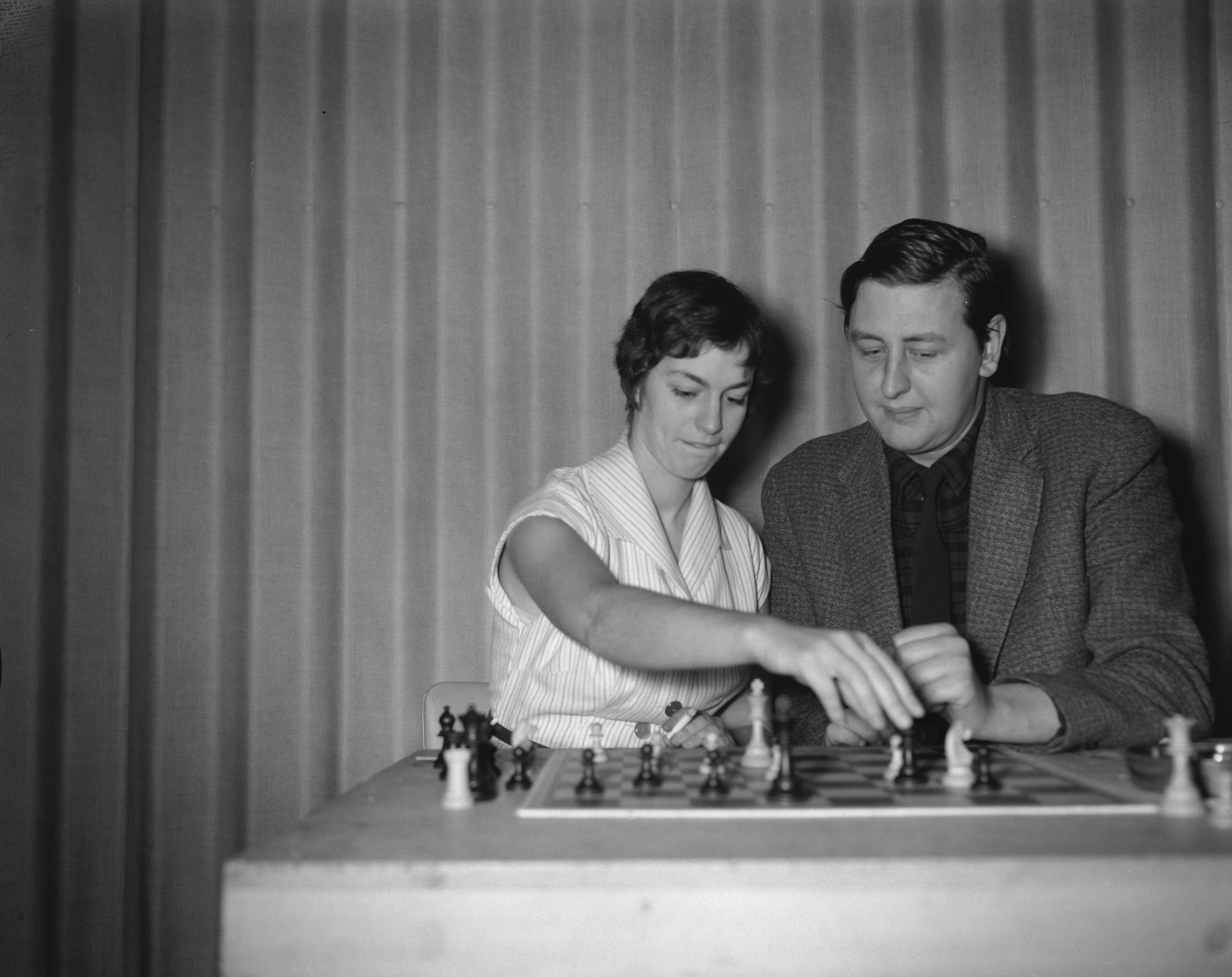
Hein Donner y su prometida Irène van de Weetering el 22 de diciembre de 1958.

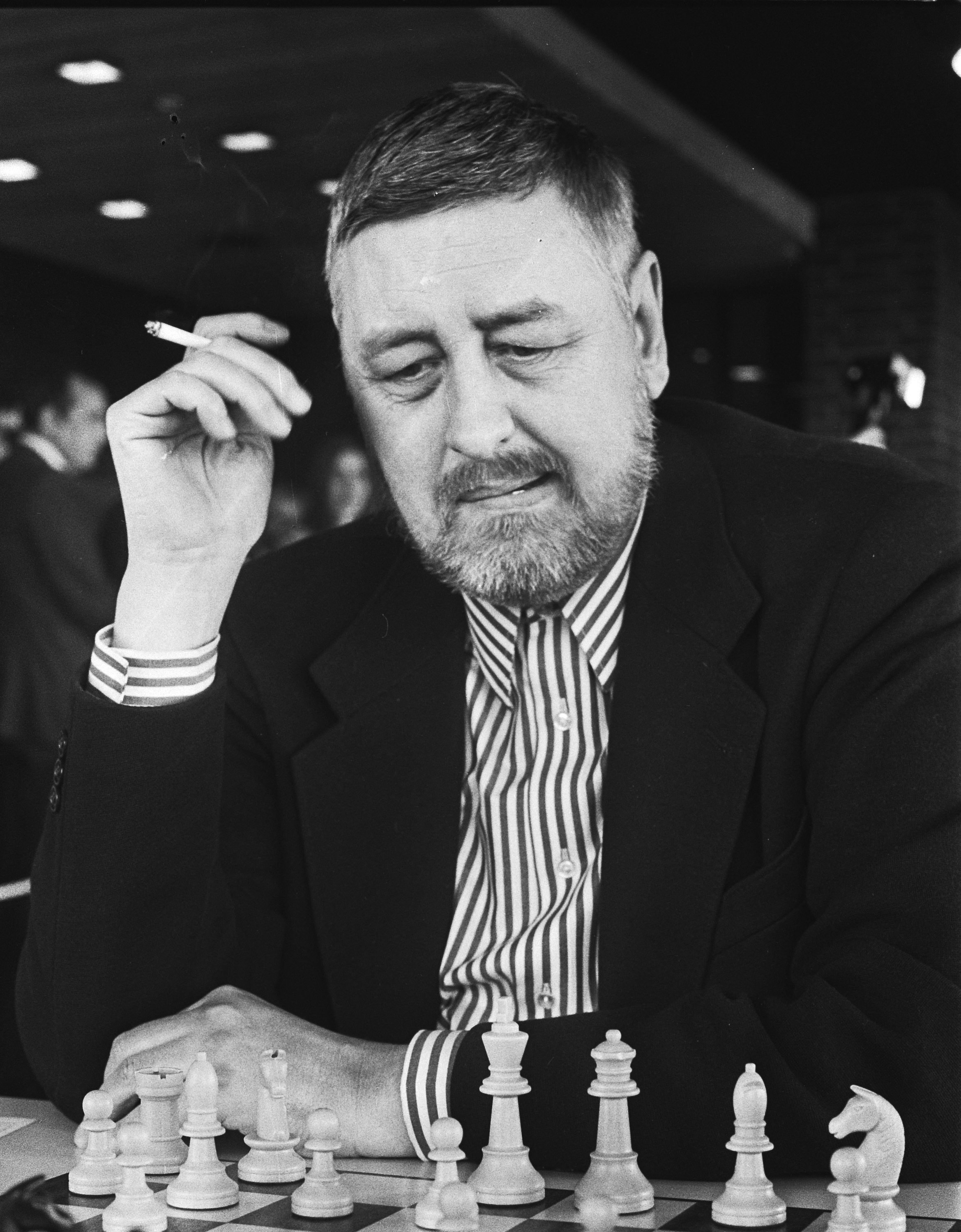
Donner durante el campeonato neerlandés en Leeuwarden, 17 de abril de 1978

Nació como hijo de Jan Donner, entonces ministro de Justicia y más tarde presidente de la Corte Suprema. JH Donner era hermano de André Donner y, por tanto, tío del político Sr. Piet Hein Donner. Hein Donner sólo se introdujo en el juego de ajedrez a la edad de 14 años.
En su carrera ajedrecística ha logrado algunas victorias importantes en torneos, como el torneo de Wijk Aan Zee en 1950; terminó entonces, con una ventaja de puntos completa, por delante de Nicolas Rossolimo y el ex campeón mundial Max Euwe. En 1958 fue primero compartido con Euwe y en 1963 volvió a ganar el torneo de Wijk Aan Zee. También ganó el torneo internacional de ajedrez en Venecia en 1967, superando al entonces campeón mundial Tigran Petrosian. En un cuadrangular de cuatro vueltas en Leiden (1970) tuvo que aguantar al campeón mundial Spasski, pero se mantuvo por delante del ex campeón mundial Botvinnik y del gran maestro Larsen.
Además de estos logros a nivel internacional, Donner se convirtió en campeón holandés en tres ocasiones: en 1954 rompió la larga hegemonía de Euwe y en 1957 y 1958 también ganó. Representó a los Países Bajos doce veces en las Olimpiadas de ajedrez; entre 1958 y 1972 jugó en el primer tablero del equipo neerlandés, y en 1962 derrotó a Bobby Fischer. En 1958 recibió el título de gran maestro.

## Nombre
En las publicaciones, Donner se refirió a sí mismo como JH Donner, por su nombre de pila Johannes Hendrikus. En el lenguaje popular, esto se convirtió en Jan Hein, esto para gran consternación del propio Donner: "Mi nombre es JH Donner, para mis amigos 'Hein'. 'Jan-Hein' fue una broma equivocada de periodistas deportivos maliciosos, pero ese no es mi nombre. Nunca me han llamado así y no quiero que me llamen así".

## Escritura
Además de jugador de ajedrez, Donner también fue autor de artículos en De Tijd, Elsevier, Het Parool y De Volkskrant, entre otros. Desde 1971 fue colaborador de Schaakbulletin, una revista mensual que apareció de 1968 a 1984. Tim Krabbé y Max Pam han compilado una antología publicada como De Koning, Chess pieces. También escribió historias, como De Nederlander. Fue un gran admirador de los escritores Jorge Luis Borges y Harry Mulisch. También era amigo de este último y Donner sirvió de ejemplo para el personaje principal Onno Quist en la novela de Mulisch El descubrimiento del cielo. En los últimos años de su vida, fue especialmente conocido por las piezas que escribió para NRC Handelsblad.
Era buen amigo de la escritora Renate Rubinstein. Durante años mantuvieron correspondencia entre ellos.

## Compromiso político
Donner estaba comprometido políticamente; en 1966 se negó a representar a los Países Bajos debido a la forma en que se trató al movimiento Provo (su primera esposa, Van de Weetering, era una Provo). Fue un feroz oponente del sionismo y miembro de la junta directiva de la sociedad Nederland-Cuba. En el Elseviers Weekblad tuvo que renunciar debido a su posición con respecto a la guerra de Vietnam: el trofeo que había ganado en Venecia en 1967, una joya de oro, iba a ser donado al Comité Médico de Vietnam, para comprar medicinales (o ametralladoras si fuera necesario), como anunció durante una transmisión de televisión. En el caso contra Friedrich Weinreb se puso del lado del asediado escriba. Además, era antiamericano y partidario del estalinismo.

## Salud

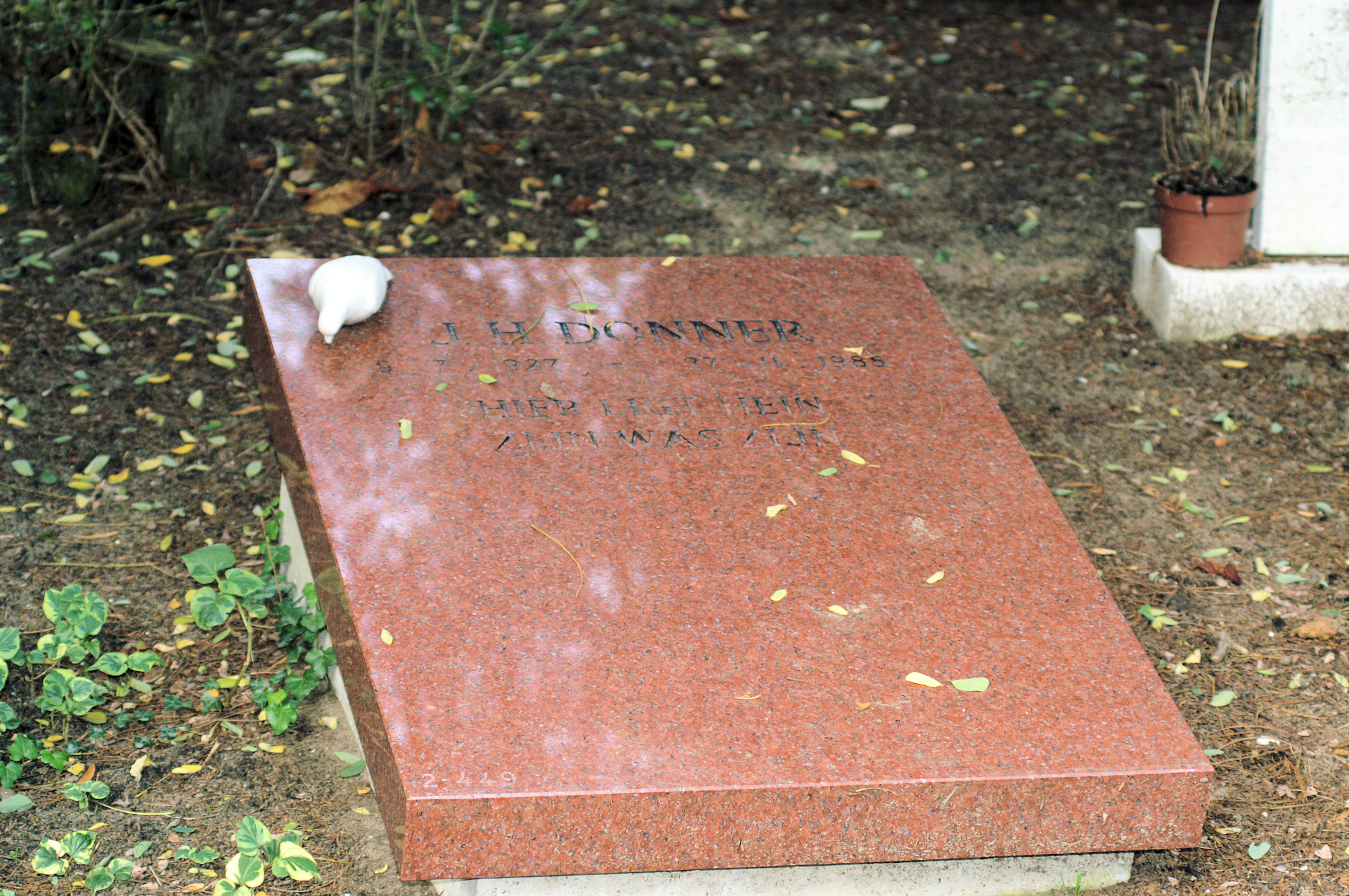
Lápida de Donner (Zorgvlied, Ámsterdam)

Donner era un fumador empedernido. En agosto de 1983 sufrió una hemorragia cerebral que le hizo muy difícil hablar y teclear, lo que le obligó a adoptar un estilo muy característico y sumamente conciso. Escribió tras esto piezas reunidas en cuatro volúmenes, Escrito después de mi muerte, Sin pacientes, Malas noticias para todos y Como escritor hay que sufrir mucho. En 1987 recibió el premio Henriette Roland Holst por la primera obra. Hein Donner murió a la edad de 61 años en el asilo de ancianos 'Vreugdhof' de una hemorragia estomacal. Fue sepultado en el cementerio de Zorgvlied.

## Partidas notables
Donner consideraba las siguientes partidas como sus dos mejores:
- Donner vs. Octav Troianescu, Wageningen Zonal, 1957 
1.d4 Cf6 2.c4 e6 3.Cc3 Ab4 4.e3 c5 5.Ad3 0-0 6.Cf3 d5 7.0-0 Cc6 8.a3 cxd4 9.exd4 dxc4 10.Axc4 Ae7 11.Te1 a6 12.Aa2 b5 13.d5 exd5 14.Cxd5 Cxd5 15.Dxd5 Ab7 16.Dh5 g6 17.Dh6 Cd4 18.Cg5 Axg5 19.Axg5 Db6 20.Tad1 Tac8 21.Te7 Dd6 22.Rh1 Dc6 23.Txb7 Cf5 24.Ad5 Dc2 25.Tc1 De2 26.Axf7+ Rh8 27.Af6+ 1-0[9]
- Donner vs. Bent Larsen, Wageningen Zonal 1957 
1.d4 Nf6 2.c4 g6 3.g3 Ag7 4.Ag2 0-0 5.Cc3 d6 6.Cf3 Cc6 7.0-0 a6 8.d5 Ca5 9.Cd2 c5 10.Dc2 Tb8 11.b3 b5 12.cxb5 axb5 13.Ab2 b4 14.Cd1 Aa6 15.Te1 Ah6 16.e4 Axd2 17.Dxd2 c4 18.e5 Ce8 19.Dd4 c3 20.Cxc3 bxc3 21.Axc3 f6 22.Da7 Cxb3 23.axb3 Ta8 24.Aa5 Txa7 25.Axd8 fxe5 26.f4 Cg7 27.Ab6 Taa8 28.fxe5 Cf5 29.exd6 exd6 30.Af2 Tfb8 31.g4 Ch6 32.Te7 Cxg4 33.Ad4 Tb4 34.Tg7+ Rf8 35.Txh7 Ab7 36.Tf1+ Re8 37.Ag7 Td8 38.Tf8+ Rd7 39.Af6+ 1–0[10]

## Literatura secundaria
- Timman, Jan: J.H. Donner: An Obituary, New in Chess, 1989, No. 1.
- Münninghoff, Alexander: Hein Donner 1927–1988, un bosquejo biográfico. Editorial Scheffers, Utrecht 1994, ISBN 90-5546-008-7
- Straat, Evert-Jan: JH Donner, gran maestro. Interchess, Alkmaar 1993, ISBN 90-71689-56-5